# 斯科普里運輸中心
斯科普里運輸中心是北馬其頓首都斯科普里的主要的城市公交和鐵路車站，啟用於1940年，目前的建築重建於1963年斯科普里地震之後，該站有前往貝爾格萊德、塞薩洛尼基、雅典和盧布爾雅那的長途火車。

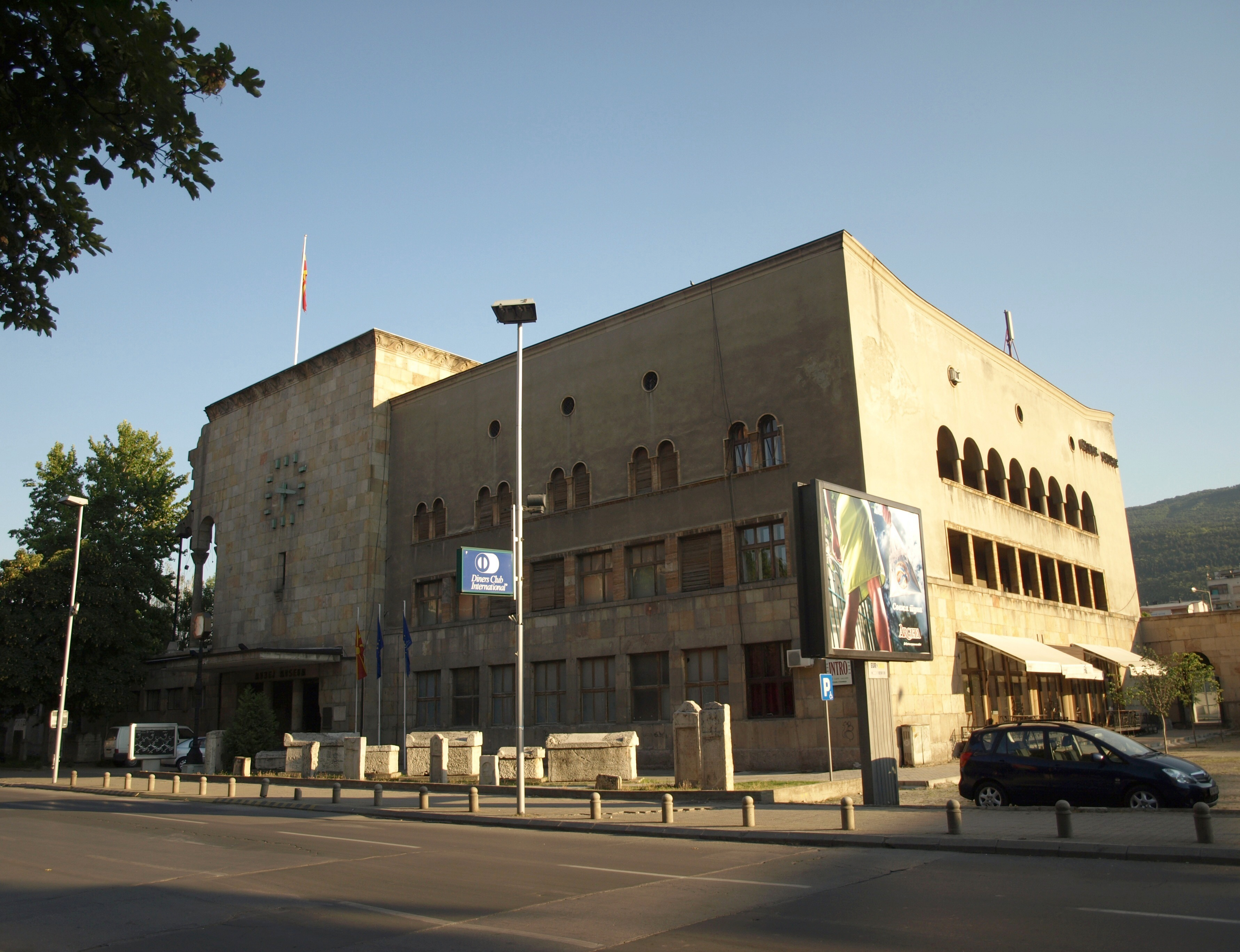
最初的車站大樓始建於1940年，如今是博物館的所在地。
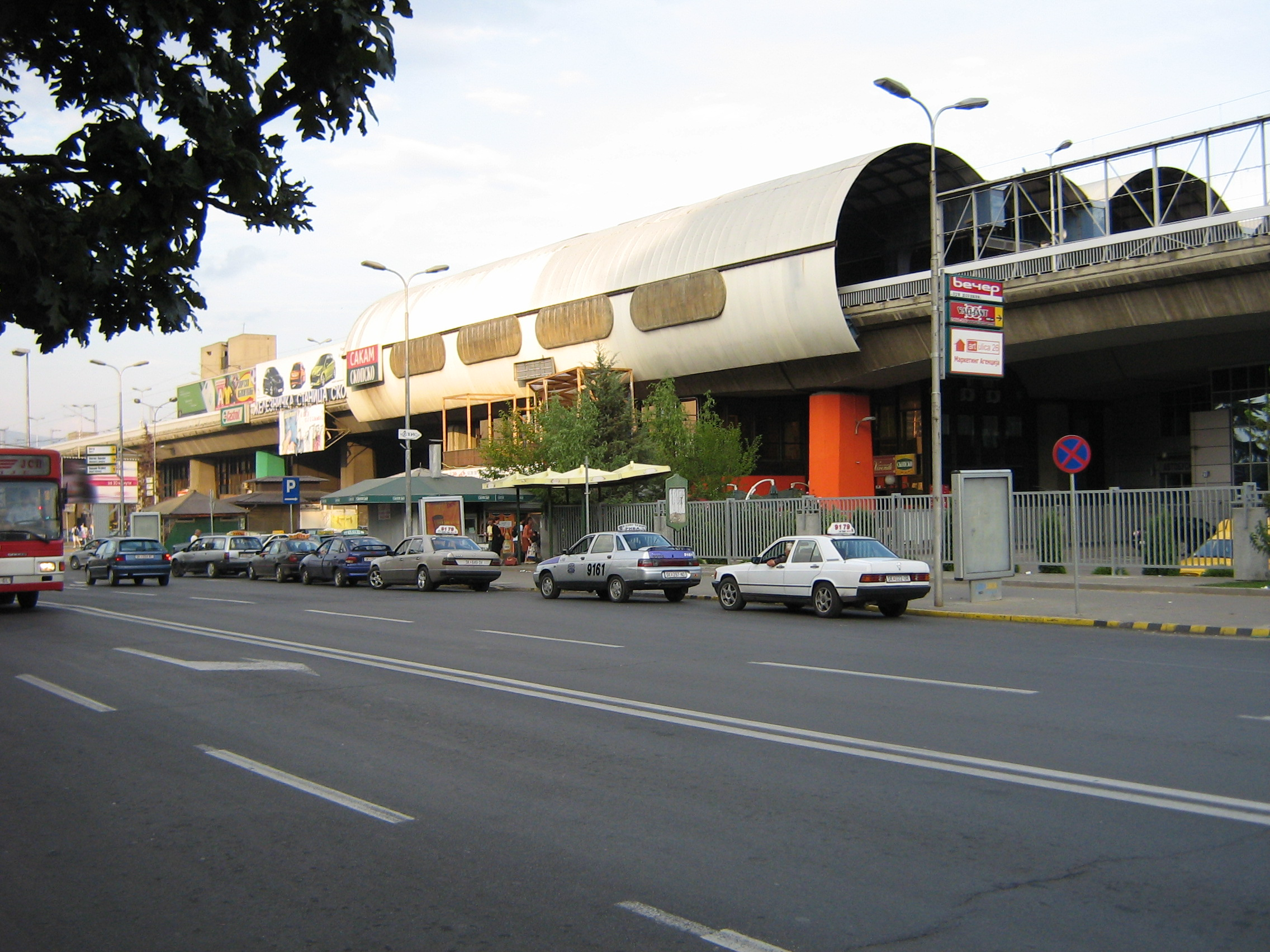
斯科普里運輸中心綜合大樓的一部分，包括火車站、城際汽車站、公共城市交通樞紐、郵政樞紐和交通控制中心。
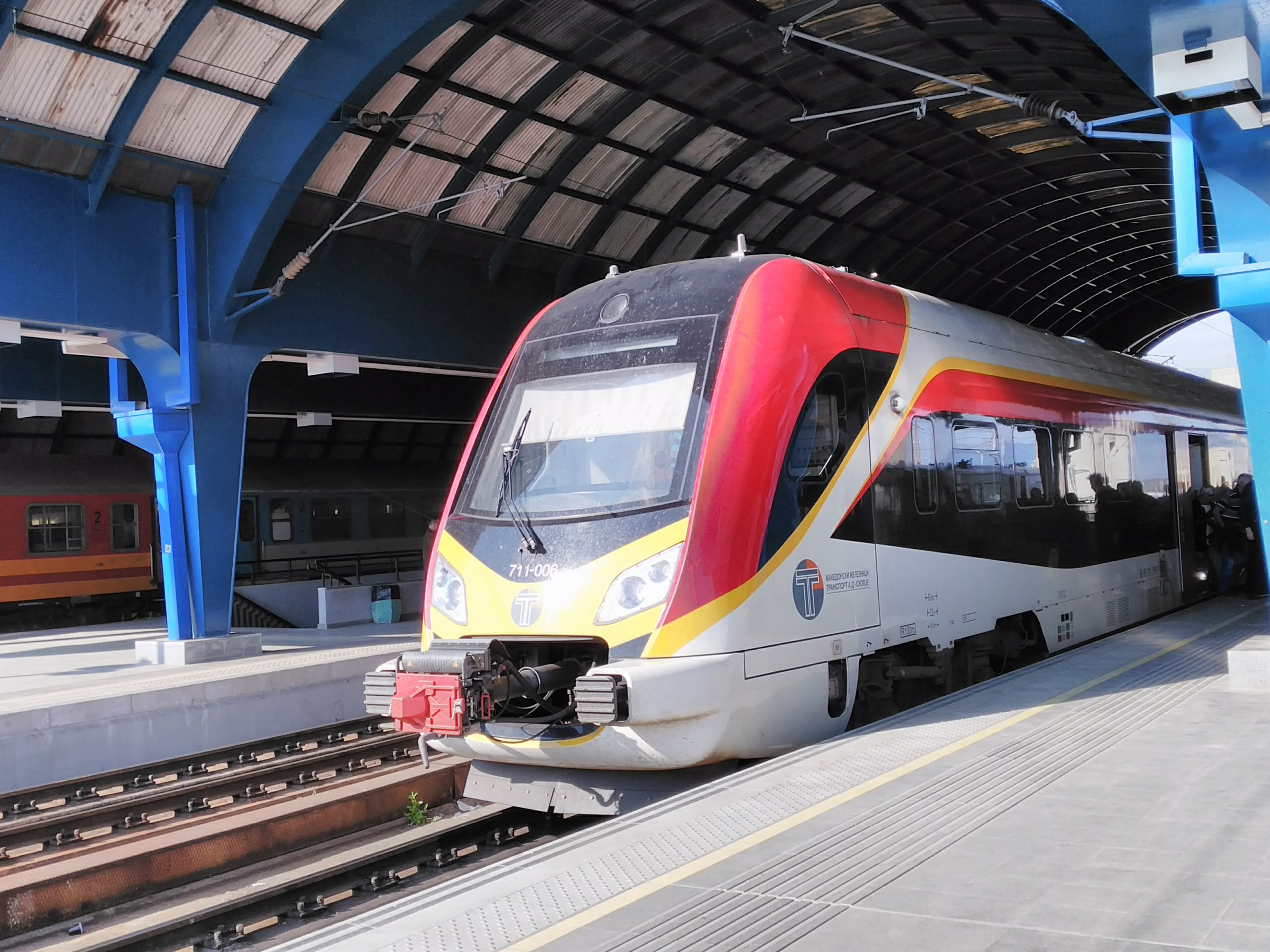
火車站月台